# The Terminal
The Terminal är en amerikansk dramakomedi från 2004 regisserad av Steven Spielberg med Tom Hanks i huvudrollen.

## Handling
Viktor Navorski (Tom Hanks) reser till New York från ett östeuropeiskt land. Under hans resa sker en militärkupp i hans hemland som innebär att landet inte längre erkänns av USA. Därmed försvann Viktors medborgarskap och hans visum till USA blev ogiltigt, vilket betyder att Viktor blev statslös. Han kan inte träda in i USA och inte heller åka tillbaka till sitt hemland. Viktor har inget annat val än att stanna kvar och bosätta sig på flygplatsen. Där händer det massor av vardagliga absurditeter i interaktionen med United States Customs and Border Protection och han får träffa både vänner och fiender.

## Rollista
| Tom Hanks            | – Viktor Navorski       |
| Catherine Zeta-Jones | – Amelia Warren         |
| Stanley Tucci        | – Frank Dixon           |
| Chi McBride          | – Mulroy                |
| Diego Luna           | – Enrique Cruz          |
| Barry Shabaka Henley | – Thurman               |
| Kumar Pallana        | – Gupta Rajan           |
| Zoë Saldaña          | – Torres                |
| Eddie Jones          | – Salchak               |
| Jude Ciccolella      | – Karl Iverson          |
| Corey Reynolds       | – Waylin                |
| Guillermo Díaz       | – Bobby Alima           |
| Rini Bell            | – Nadia                 |
| Stephen Mendel       | – flygvärd, förstaklass |
| Valery Nikolaev      | – Milodragovich         |
| Michael Nouri        | – Max                   |
| Benny Golson         | – sig själv             |

## Om filmen
Filmen har fått sin inspiration av historien om Mehran Karimi Nasseri, en iransk flykting som bosatte sig i terminal 1 på Paris-Charles de Gaulle flygplats i Paris sedan 1988 efter att ha blivit bestulen på sina värdehandlingar som bevisade hans flyktingstatus.